# Eissalon Tichy
Der Eissalon Tichy am Reumannplatz im 10. Wiener Gemeindebezirk Favoriten gegenüber dem Amalienbad ist bekannt für seine patentierten Eismarillenknödel.

## Geschichte
Der Eissalon wurde von Kurt Tichy senior (1925–1999) 1952 in einem Kellerlokal in Simmering, dem 11. Wiener Bezirk, gegründet. Von dort aus versorgten er und seine Frau anfangs vor allem Schrebergärtner mit Eiswaren.
1955 übersiedelte Tichy mit seinem Geschäft in das jetzige Lokal am Reumannplatz 13, Ecke Rotenhofgasse. Dort wurden erstmals die bekannten Eismarillenknödel hergestellt. Die Geschäftsräumlichkeiten wurden stetig erweitert. 1992 übernahm Kurt Tichy junior den Salon. 2015 stieg Xenia Tichy in den Familienbetrieb ein, den sie seit 2021 als Geschäftsführerin in dritter Generation leitet.
Zur Saisoneröffnung im März oder an Spitzentagen bilden sich lange Schlangen von Kunden. In der Hochsaison hat der Salon bis zu 10.000 Kunden am Tag, die von 70 Beschäftigten mit Eis versorgt werden. Vor dem Lokal befindet sich zudem ein Schanigarten, der im Sommer stark frequentiert wird.
2004 wurde nach Tichy senior in Favoriten die Kurt-Tichy-Gasse benannt.

## Eismarillenknödel

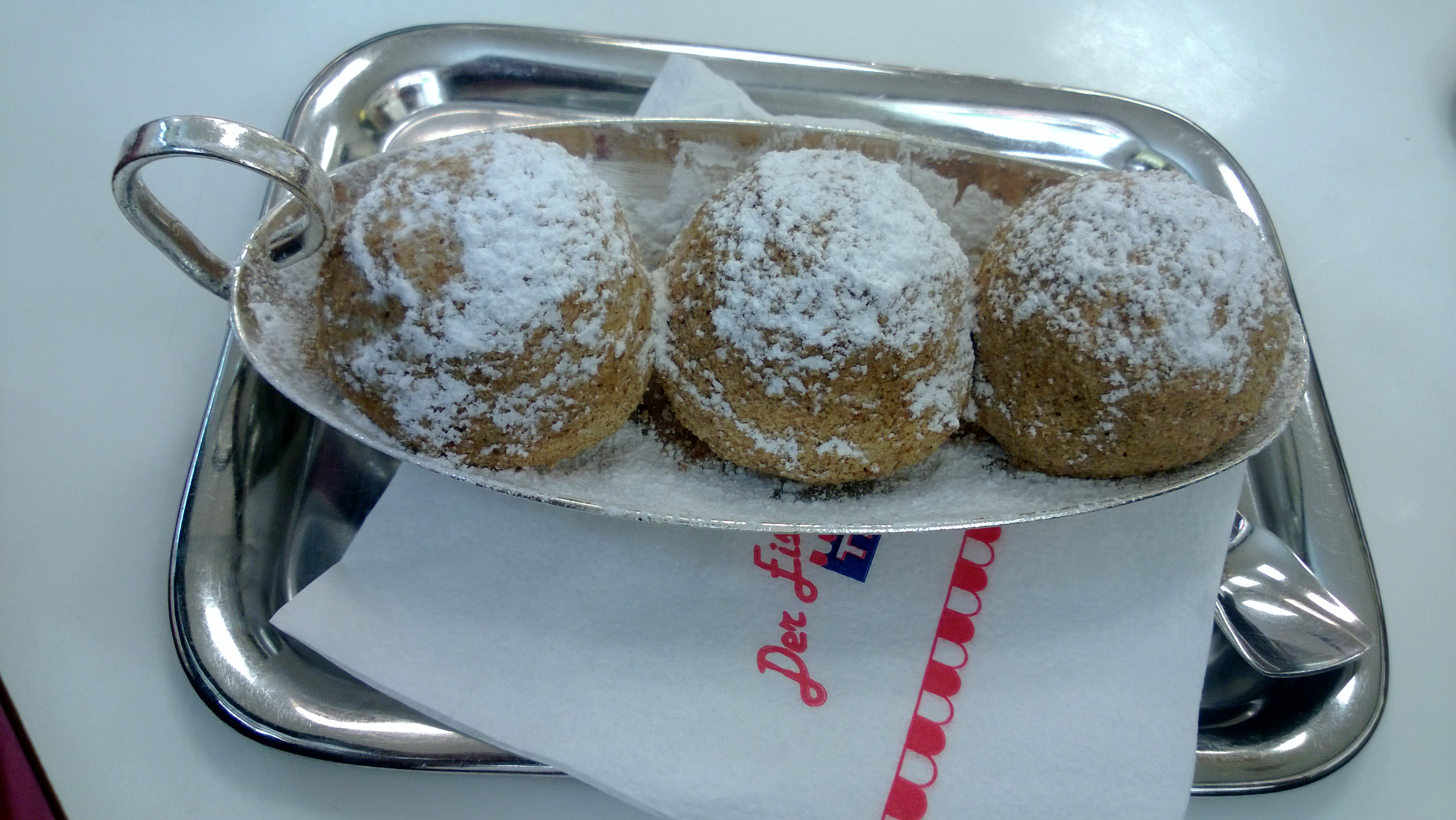
Tichys Eismarillenknödel

Die Spezialität von „Wiens berühmtestem Eissalon“ sind die Eismarillenknödel, die Kurt Tichy senior 1967 entwickelte und patentieren ließ. Die Marille (Aprikose) wird dabei durch Marilleneis ersetzt und von Vanilleeis statt Teig umhüllt, gewälzt wird der Knödel anschließend in Nusssplittern statt Bröseln. Anfangs stieß das Produkt auf geringes Interesse der Kunden, nach einigen Jahren explodierte die Nachfrage. 1967 wurden die Knödel in Handarbeit gefertigt, inzwischen übernimmt eine Maschine die Herstellung von 35.000 Knödeln in der Woche. Sie machen ein Drittel des Umsatzes von Tichy aus. Andere Eissalons imitierten die Eismarillenknödel, doch dürfen sie dort nicht mehr so bezeichnet werden, seit Tichy einen Rechtsstreit mit dem Konzern Unilever gewann. Tichys Marillenknödel aus Eis wurden überregional bekannt.